# هوغو سانشيز غيريرو
هوغو سانشيز غيريرو (بالإسبانية: Hugo Sánchez Guerrero) (8 مايو 1981 بمونتيري في المكسيك - ) هو لاعب كرة قدم مكسيكي في مركز الدفاع، شارك في الألعاب الأولمبية الصيفية 2004. وشارك مع منتخب المكسيك لكرة القدم. أما مع النوادي، فقد لعب مع تايجرز أونال ونادي تشياباس ونادي موريليا الرياضي ونادي كوريكامينوس ‏ و.

## مسيرته الكروية
لعب هوغو سانشيز غيريرو خلال مسيرته الاحترافية مع 4 أندية في تسعة عشر موسمًا وسجل خلالها 17 هدفًا ضمن 368 مباراة. ولم يفز بأي موسم بالكأس أو بالدوري.
خاض هوغو سانشيز غيريرو مسيرته مع نادي تايجرز أونال في موسم 2000–01 في المرة الأولى ليلعب معه سبعة مواسم ثم في موسم 2007–08 ولمدة موسمين، مشاركًا طوالها في 174 مباراة سجل خلالها 10 أهداف. ثم انتقل إلى نادي موريليا الرياضي في موسم 2006–07 ولمدة موسمين، حيث شارك في 21 مباراة سجل خلالها هدفًا واحدًا. لينتقل بعدها إلى نادي تشياباس في موسم 2009–10 ولمدة موسمين، مشاركًا في 26 مباراة سجل خلالها هدفين. ثم انتقل إلى نادي كوريكامينوس ‏ في موسم 2011–12 ليلعب معه ستة مواسم، مشاركًا في 147 مباراة سجل خلالها 4 أهداف.

## وصلات خارجية
- هوغو سانشيز غيريرو على موقع الاتحاد الدولي (مؤرشف)  (الإنجليزية)
- هوغو سانشيز غيريرو على موقع قاعدة بيانات كرة القدم.إي يو (الإنجليزية)
- هوغو سانشيز غيريرو على موقع ناشيونال فوتبول تيمز (الإنجليزية)
- هوغو سانشيز غيريرو على موقع Soccerway.com (الإنجليزية)
- هوغو سانشيز غيريرو على موقع أوليمبيديا (الإنجليزية)